# Église Notre-Dame d'Ouanne
L'église Notre-Dame d'Ouanne est une église située sur la commune d'Ouanne, dans le département français de l'Yonne, en France.

## Historique
L'édifice est classé au titre des monuments historiques par arrêté du 2 octobre 1989.

## Description

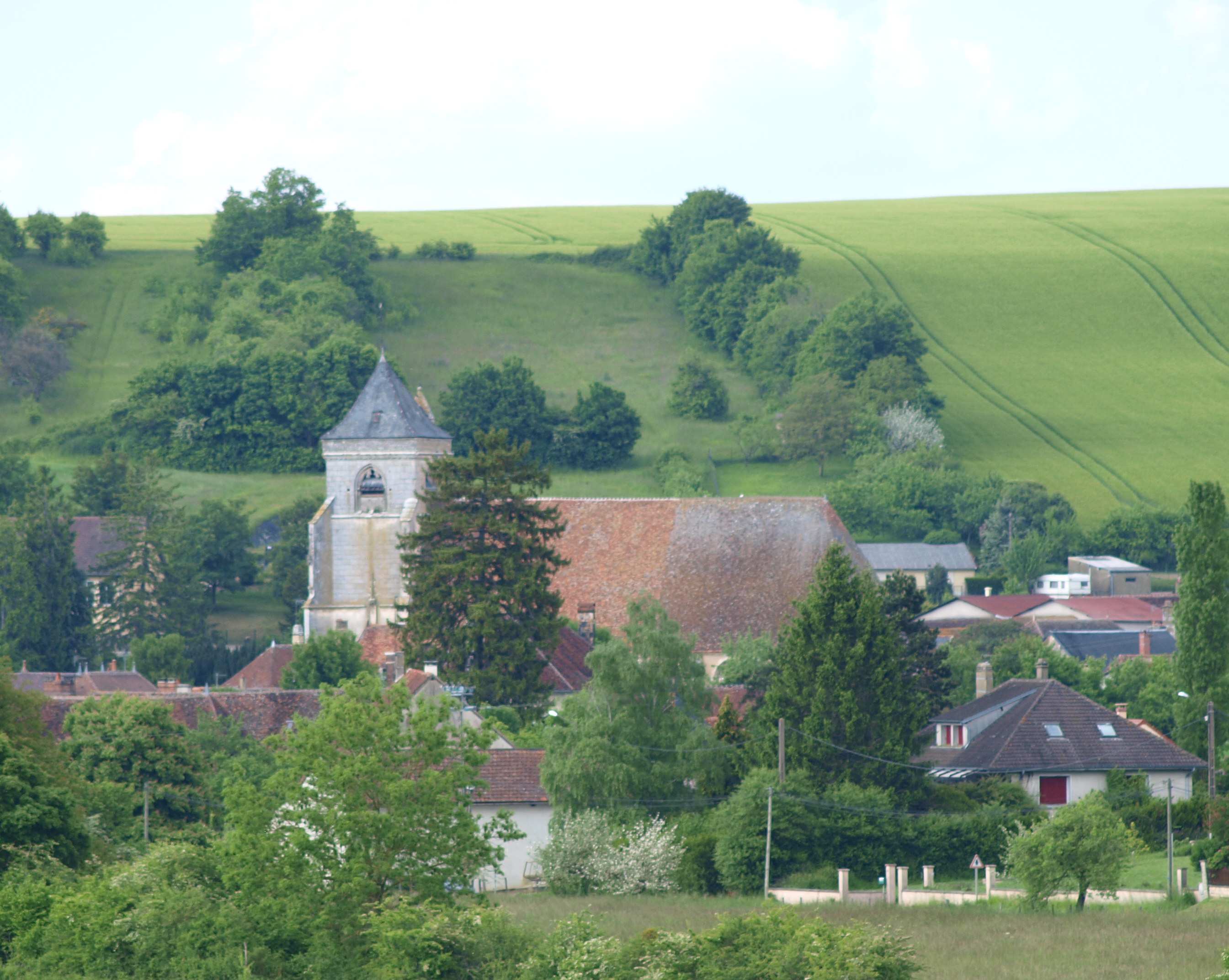
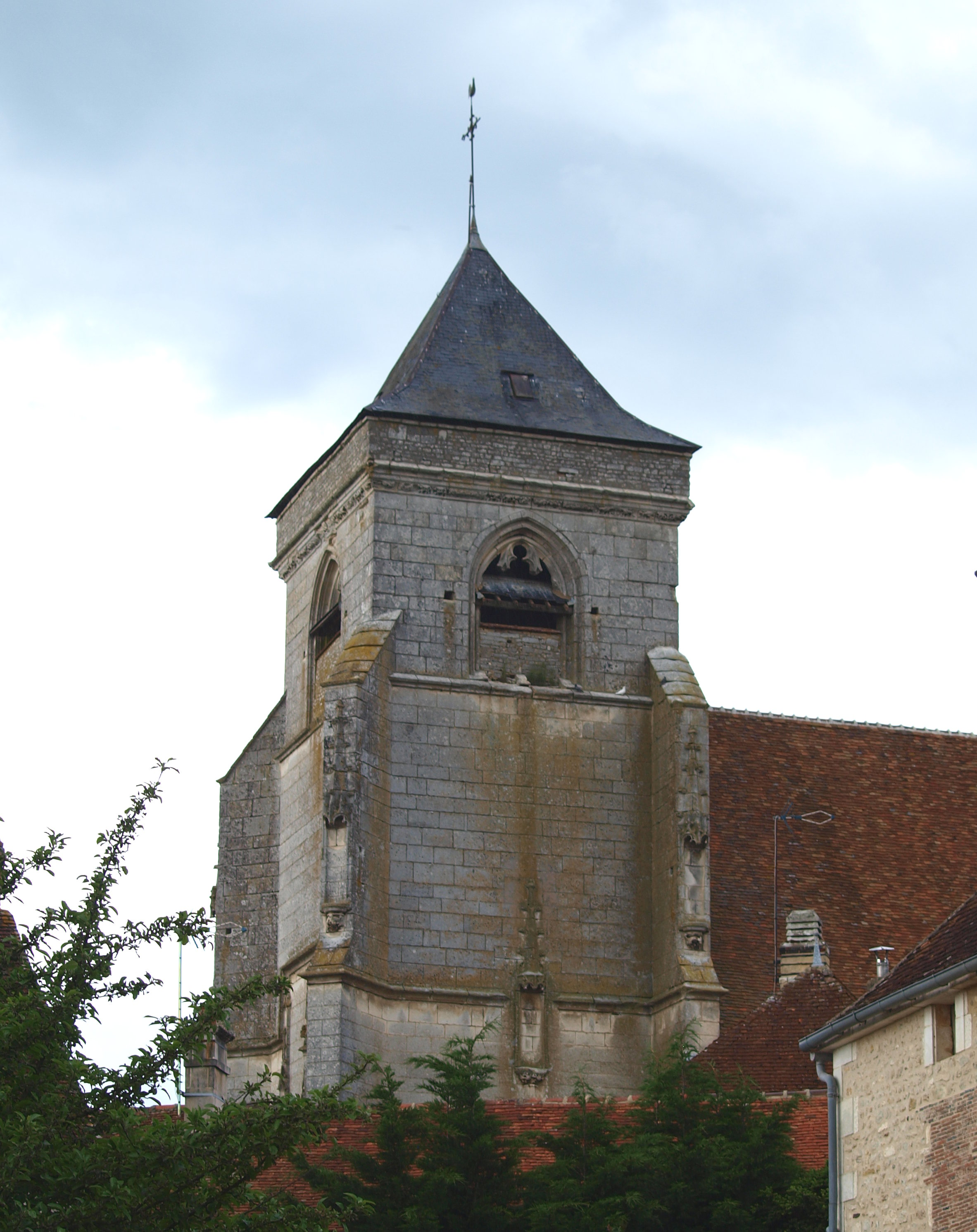
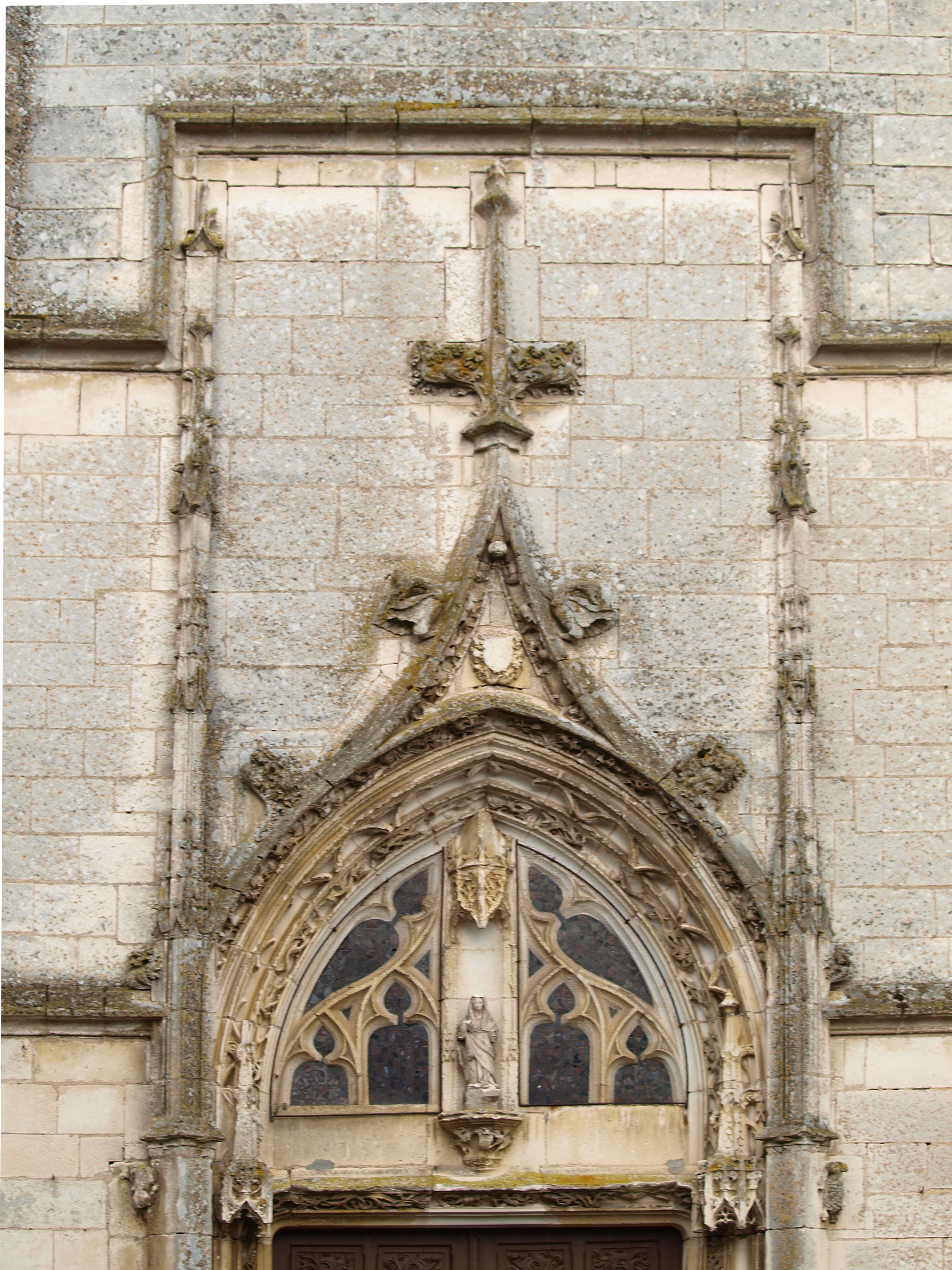
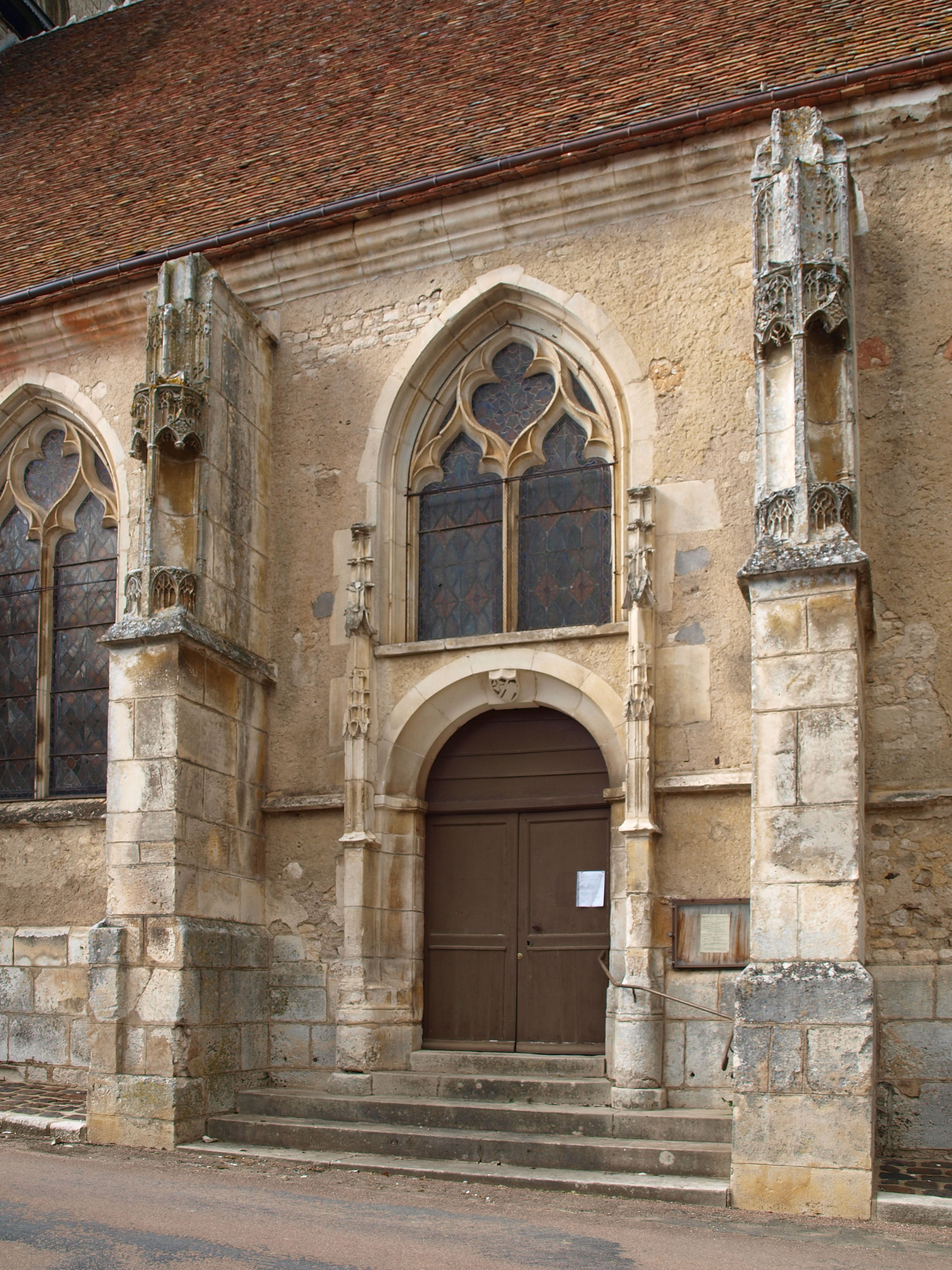
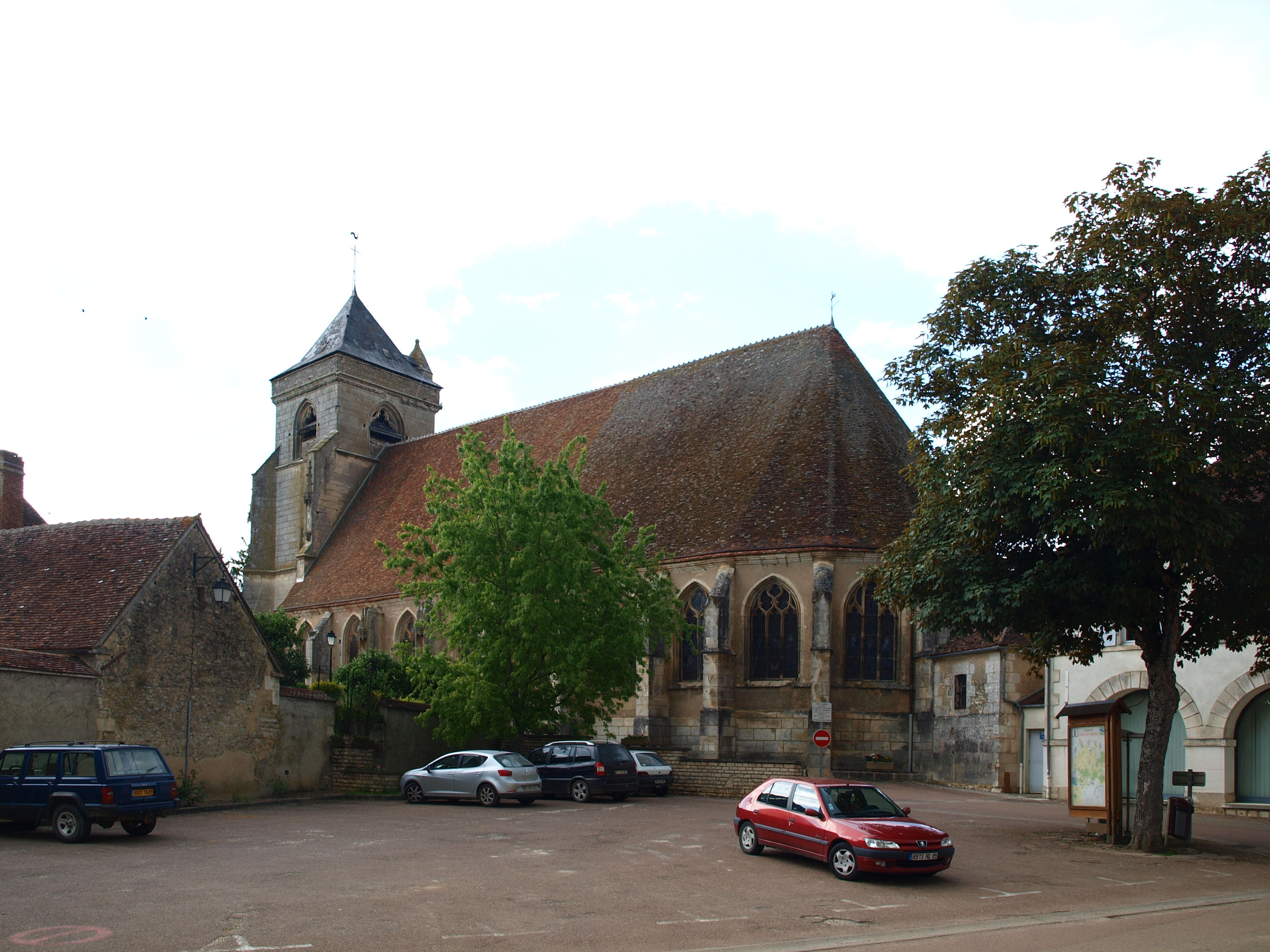

## Valorisation du patrimoine
Des concerts peuvent être organisés dans l'église.